# Línea 14 (Maldonado)
La línea 14 es una línea de transporte público perteneciente al departamento de Maldonado, Uruguay. Parte de la terminal de ómnibus de Maldonado y se dirige a la plaza del balneario José Ignacio.
Antiguamente esta línea era ofrecida por Olivera Hnos.. En 2001 es adquirida por CODESA, haciendo que al año siguiente la Intendencia Departamental de Maldonado resuelve concederle los permisos de explotación de este servicio.

## Recorridos
Los siguientes recorridos son realizados por la línea 14, tanto de ida como de vuelta incluyendo sus variantes por la temporada de verano.

#### Ida
Agencia Maldonado, Av. Batlle y Ordóñez, Francisco Martínez, Simón del Pino, Av. Aiguá, 19 de Abril, Bergalli, Rincón, 3 de Febrero, 18 de Julio, San José, Terminal Maldonado, Av. Acuña de Figueroa, Av. Roosevelt, Bvar. Artigas, Terminal Punta del Este, Rbla. L. Batlle, Puente Leonel Viera, Av. Eduardo V. Haedo, Ruta 10, Manantiales, Baleario Buenos Aires, Camino E. Saiz Martínez, Los Cisnes, E. Saiz Martínez, Los Teros, Plaza José Ignacio.

#### Ida (temporada de verano)
Agencia Maldonado, Av. Batlle y Ordóñez, Francisco Martínez, Simón del Pino, Av. Aiguá, 19 de abril, Bergalli, Rincón, 3 de Febrero,18 de Julio, San José, Terminal Maldonado, Av. Acuña de Figueroa, Av. Roosevelt, Bvar. Artigas, Terminal Punta del Este, Rbla. L. Batlle, Puente Leonel Viera, Av. Eduardo V. Haedo, Juan Pedro López, Huberto Piñeiro, Bartolomé Hidalgo, Los Destinos, Vanguardia, Victoria, Av. Miguel Jaureguiberry, Ruta 10, Manantiales, Baleario Buenos Aires, Camino E. Saiz Martínez, Los Cisnes, E. Saiz Martínez, Los Teros, Plaza José Ignacio.

#### Vuelta
Plaza José Ignacio, Las Golondrinas, Las Garzas, Saiz Martínez, Los Cisnes, Camino E. Saiz Martínez, Ruta 10, Balneario Buenos Aires, Manantiales, La Barra, Av. Eduardo V. Haedo, Cerro Eguzquiza, Av. Eduardo V. Haedo, Puente Leonel Viera, Rbla. Lorenzo Batlle, Av. Chiverta, Bvar. Artigas, Terminal Punta del Este, Bvar. Artigas, Av. Roosevelt, Explanada Terminal Maldonado, Av. Roosevelt, Av. Camacho, Dodera, Dr. Edye, Cont. Bergalli, Fructuoso Rivera, Av. de los Gauchos, Francisco Martínez, Av. Batlle y Ordóñez, Agencia Maldonado.

#### Vuelta (temporada de verano)
Plaza José Ignacio, Las Golondrinas, Las Garzas, Sainz Martínez, Los Cisnes, Camino E. Sainz Martínez, Ruta 10, Balneario Buenos Aires, San Salvador, Victoria, Vanguardia, Los Destinos, Bartolomé Hidalgo, Julio Sosa, Av. Eduardo V. Haedo, Puente Leonel Viera, Rbla. L. Batlle, Av. Chiverta, Bvar. Artigas, Terminal Punta del Este, Bvar. Artigas, Av. Roosevelt, Explanada Terminal Maldonado, Av. Roosevelt, Av. Camacho, Dodera, Dr. Edye, Cont. Bergalli, Fructuoso Rivera, Av. de los Gauchos, Francisco Martínez, Av. Batlle y Ordóñez, Agencia Maldonado.